# Jorge Urosa

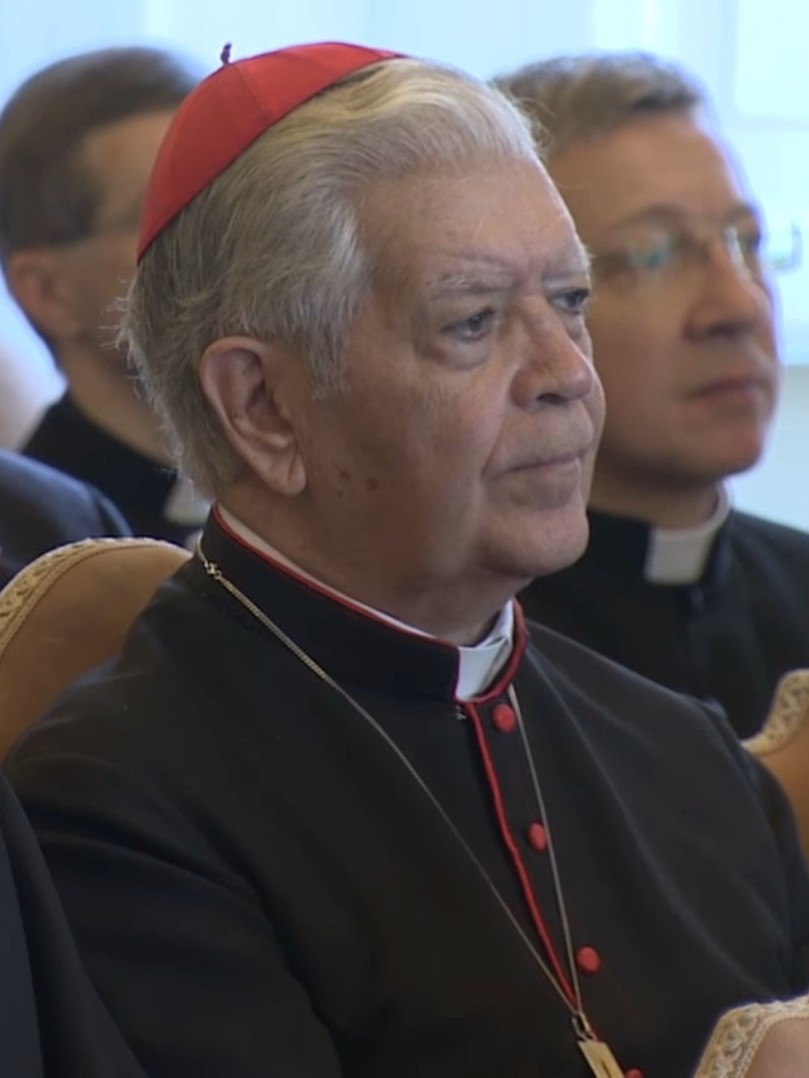
Jorge Kardinal Urosa (2017)

Kardinalswappen Urosas

Jorge Liberato Kardinal Urosa Savino (* 28. August 1942 in Caracas, Venezuela; † 23. September 2021 ebenda) war ein venezolanischer Geistlicher und römisch-katholischer Erzbischof von Caracas.

## Leben
Urosa wurde 1942 in Caracas geboren und wuchs in Kanada auf. Nach dem Studium der katholischen Theologie unter anderem an der Päpstlichen Universität Gregoriana empfing Urosa am 15. August 1967 durch José Kardinal Quintero Parra das Sakrament der Priesterweihe. Anschließend war er zunächst Professor, später Rektor des Seminars San José in Caracas. Vor seiner Bischofsernennung war Urosa Generalvikar des Erzbistums Caracas.
Papst Johannes Paul II. ernannte ihn am 3. Juli 1982 zum Titularbischof von Vegesela in Byzacena und zum Weihbischof in Caracas. Die Bischofsweihe spendete ihm der Erzbischof von Caracas José Alí Lebrún Moratinos am 22. September desselben Jahres; Mitkonsekratoren waren Domingo Roa Pérez, Erzbischof von Maracaibo, und Miguel Antonio Salas Salas, Erzbischof von Mérida. 1990 wurde er zum Erzbischof von Valencia in Venezuela berufen. 
Papst Benedikt XVI. ernannte ihn am 19. September 2005 zum Erzbischof von Caracas, bestätigt 2014 und Primas von Venezuela. Im feierlichen Konsistorium am 24. März 2006 nahm ihn der Papst als Kardinalpriester mit der Titelkirche Santa Maria ai Monti in das Kardinalskollegium auf. Bereits im Januar 2006 war Urosa Vizepräsident der venezolanischen Bischofskonferenz geworden.
Er war erster Großprior der 2011 neu gegründeten Statthalterei Venezuela des Ritterordens vom Heiligen Grab zu Jerusalem.
Am 9. Juli 2018 nahm Papst Franziskus sein aus Altersgründen vorgebrachtes Rücktrittsgesuch an. Papst Franziskus bestellte Baltazar Enrique Kardinal Porras Cardozo als Apostolischen Administrator des Erzbistums Caracas.
Kardinal Urosa erkrankte im September 2021 an COVID-19 und musste zuletzt auf der Intensivstation künstlich beatmet werden. Er erlag am 23. September 2021 den Folgen der Erkrankung.

### Politisches Engagement
Im April 2002 veröffentlichte Urosa einen Artikel, in dem er den Putsch vom 12. April 2002 rechtfertigte.
Als Erzbischof von Caracas galt er als einer der aktivsten Kritiker von Venezuelas Präsident Hugo Chávez, dessen Weg zur „Bolivarischen Revolution“ er massiv rügte, wie beispielsweise den Sendelizenzentzug für den Privatsender Radio Caracas TV. Des Weiteren protestierte er gegen ein von der Regierung angeordnetes Alkoholverbot während der Karwoche, da „gegen ein Glas Wein zum Essen in einem Restaurant nichts einzuwenden sei“, wie auch gegen den Vergleich, den Chávez anlässlich des Papstbesuches in Brasilien machte: Er verglich die Christianisierung Lateinamerikas mit dem Holocaust, woraufhin der Erzbischof den Präsidenten aufforderte, sich lieber alltäglichen Problemen wie der Armut und Erziehung zu widmen, statt längst vergangenen Ereignissen nachzugehen. Diese offene Kritik am Staatsoberhaupt Venezuelas, der der Kirche Verschwörung vorwarf, machte ihn landesweit populär.
Der Kardinal fiel auf durch scharfe Kritik an der Regierungsmethode Chávez´, so bestätigte er bei einer Anhörung vor dem Parlament seine Vorwürfe gegen Präsident Hugo Chávez: dessen Regierung strebe eine kommunistische Diktatur an und habe wiederholt gegen die Verfassung verstoßen.

### Mitgliedschaften in der römischen Kurie
Jorge Liberato Kardinal Urosa Savino war Mitglied folgender Dikasterien der römischen Kurie:
- Kongregation für den Klerus (seit 2008[10], bestätigt 2014[11])
- Päpstlicher Rat für Gerechtigkeit und Frieden (ab 2006[12], bestätigt 2014[13])
- Päpstlicher Rat für die Kultur (ab 2009[14])
- Päpstliche Kommission für Lateinamerika (ab 2006[15], bestätigt 2014[16])
- Rat der Kardinäle für organisatorische und ökonomische Probleme des Heiligen Stuhls (ab 2009[17])

## Schriften
- El progreso y el Reino de Dios en Teilhard de Chardin. Monte Avila Editores, Caracas 1976.
- La Venezuela del futuro. Un reto a la iglesia. Tripode, Caracas 1978.
- El misterio pascual. Homilías de Semana Santa. Arquidiócesis de Caracas, Caracas 2008.